# گوروان بزرگ
گوراوان بزرگ یکی از روستاهای استان آذربایجان شرقی است که در دهستان قشلاق بخش مرکزی شهرستان اهر واقع شده‌است.این روستا ۹۲ نفر جمعیت دارد.